# 南黎街道
南黎街道是中华人民共和国安徽省淮北市相山区下辖的一个街道办事处。

## 行政区划
南黎街道下辖以下村级行政区划单位：
相阳路社区、丁楼社区、李楼社区、学院社区和梅苑社区。